# Meckingsen

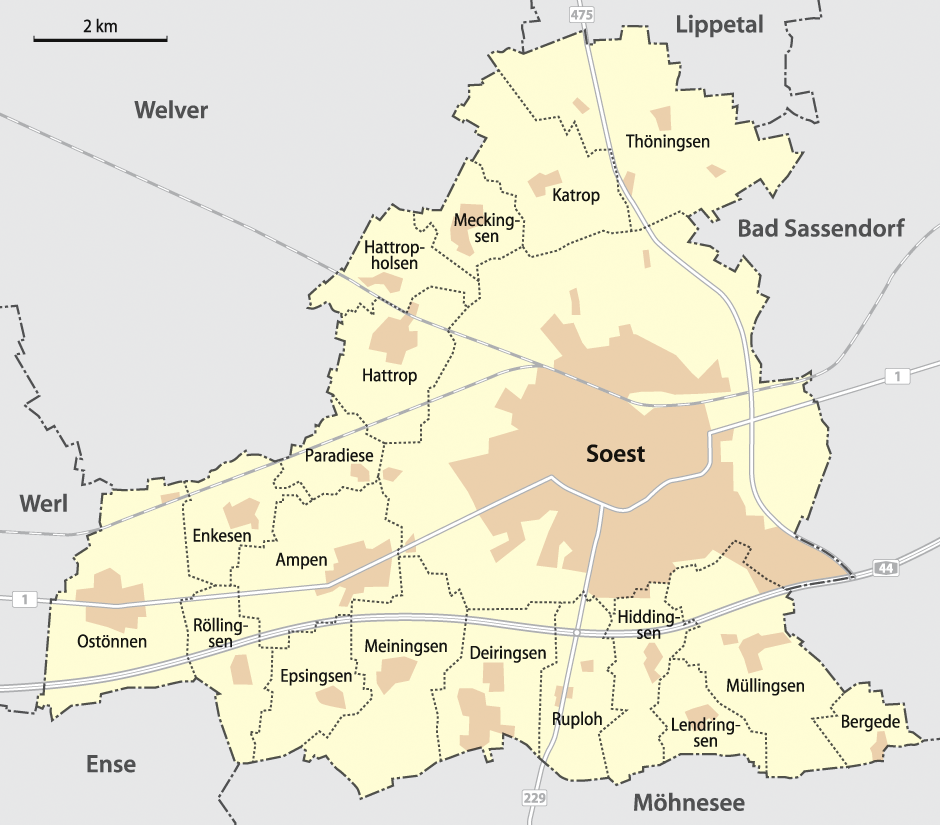
Soest und seine Ortsteile

Meckingsen ist ein Ortsteil der Stadt Soest in Westfalen.
Das Dorf in der Niederbörde liegt nördlich der Soester Kernstadt zwischen den Ortsteilen Hattropholsen und Katrop.

## Geschichte
Meckingsen wurde erstmals in einer Urkunde aus dem Jahre 1170 als Mecchenhuson genannt. Der erste Wortbestandteil entspricht dem sächsischen Kurznamen „Macco“, in Vollnamensform vermutlich Marquard (Markwart: Grenzbewohner). 1532 gab es in Meckingsen tatsächlich einen Bauern Johan Marqward, der sich dem damaligen Hof Markhoff (heute: Bernecker) zuordnen lässt. Bis 1955 bestand Meckingsen aus 14 Bauernhöfe und 16 Kotten. Danach verdreifachte sich die Zahl der Wohnstellen.
Meckingsen wurde durch das Soest/Beckum-Gesetz am 1. Juli 1969 in die Kreisstadt Soest eingegliedert.
In Meckingsen gibt es seit 1997 eine Gruppe der Kinder- und Jugendhilfe Möhnesee e. V.
Regional bekannt ist Meckingsen durch die Besamungsstation auf dem ehemaligen Hof Jaspert, heute Rinder-Union West eG.

### Einwohnerentwicklung
| Jahr | Ew. |
| ---- | --- |
| 1933 | 157 |
| 1939 | 153 |
| 1961 | 204 |
| 1998 | 329 |
| 2005 | 336 |
| 2008 | 327 |

Landwirtschaft wird (2008) nur mehr auf zwei Höfen betrieben.

## Ortsbild
Meckingsen zeigt das typische Gepräge eines Dorfes der Soester Börde. Bis heute hat sich die alte Siedlungsstruktur weitgehend mit ihren unregelmäßigen Wegen und Grundstücken erhalten. Wie in anderen Bördedörfern auch, zeichnet sich das Ortsbild durch viele alte Laubbäume aus. Dies bildet einen reizvollen Kontrast zu den weiten Feldern der umgebenden Börde.

## Belege
1. ↑  Martin Bünermann: Die Gemeinden des ersten Neugliederungsprogramms in Nordrhein-Westfalen. Deutscher Gemeindeverlag, Köln 1970, S. 92.
2. 1 2 3 4 5  Infoblatt 2010 (PDF; 78 kB)
3. ↑  Martin Bünermann, Heinz Köstering: Die Gemeinden und Kreise nach der kommunalen Gebietsreform in Nordrhein-Westfalen. Deutscher Gemeindeverlag, Köln 1975, ISBN 3-555-30092-X, S. 221.